# Großer Knechtsand
Großer Knechtsand ist eine Sandbank im östlichen niedersächsischen Wattenmeer. Er gehört zur Sandbankgruppe der Knechtsände und liegt zwischen den Inseln Mellum im Südwesten und Neuwerk im Nordosten.
Im Zentrum der Sandbank liegt der Hohe Knechtsand, einziger Hochsand der Knechtsände.

## Fauna
Der Große Knechtsand gilt als eines der wichtigsten Mausergebiete der Brandgans und der Brandseeschwalbe. Außerdem sind Eiderenten und Seehunde zahlreich.